# Pterygiopsis atra
Pterygiopsis atra är en lavart som beskrevs av Vain. Pterygiopsis atra ingår i släktet Pterygiopsis och familjen Lichinaceae.   Inga underarter finns listade i Catalogue of Life.